# Zombie Honeymoon
Pour plus de détails, voir Fiche technique et Distribution.
Zombie Honeymoon est une comédie romantique et un film d'horreur américain réalisé en 2004 par David Gebroe

## Synopsis
Denise et Danny viennent de se marier et partent en lune de miel. Sur la plage Danny se fait attaquer par un zombie venant de l'océan. Son corps sans vie est transporté à l'hôpital où l'on essaie en vain de la ranimer, considéré comme mort il se réveille cependant au bout de 10 minutes, apparemment en pleine forme. La vie reprend jusqu'au jour au revenant des courses Denise trouve Danny en sang venant de cannibaliser un homme. Elle est alors partagée entre la répulsion qu'elle éprouve pour ce comportement et la volonté d'aider son mari dont elle comprend qu'il agit de la sorte parce qu'il est malade. Décidant de partir tous deux au Portugal, il finit par se jeter sur la guichetière, la mord et la vide de son sang. Ils vont ensuite au restaurant avec un couple d'amis, Nikky et Buddy, la conduite de Danny les inquiète. Quand ils se retrouvent tous les quatre à la maison, Danny tue Buddy. Nikky s'échappe et parvient à prévenir la police, Danny insensible aux balles qui lui sont tirées dessus tue les deux policiers ainsi que Nikky. Puis Danny perd petit à petit ses forces, résiste à la tentation d'infecter Denise et finit par mourir pour de bon.  Denise jette son cadavre dans la piscine, hésite à se suicider en se noyant dans la mer, puis munie du billet qu'on lui a délivré à l'agence de voyage s'en va au Portugal

## Fiche technique
- Titre original : Zombie Honeymoon
- Réalisateur : David Gebroe
- Scénariste : David Gebroe
- Musique : Michael Tremante
- Photographie : Ken Seng
- Métrage : 83 minutes
- Pays de production :  États-Unis
- Langue : anglais
- Genre : Comédie romantique et comédie horrifique
- Date de sortie : 
  - États-Unis : 23 octobre 2004

## Distribution
- Tracy Coogan : Denise Zanders
- Graham Sibley : Danny Zanders
- Tonya Cornelisse : Nikki Boudreaux
- David M. Wallace : Buddy Cooper
- Neal Jones : L'officier de police Carp
- Maria Iadonisi : Phyllis Catalano de l'agence de voyage
- Louis Fattell : un homme qui se fait dire l'avenir par Nikki
- Mitch Goldberg : Le zombie qui vient de l'océan